# Kalligramma paradoxum
Kalligramma paradoxum — викопний вид сітчастокрилих комах вимерлої родини Kalligrammatidae, що існував у пізній юрі (165—155 млн років тому). Скам'янілі відбитки комахи знайдені у відкладеннях формації Даохугоу у провінції Внутрішня Монголія у Китаї. Описаний по відбитку крила завдовжки 84 мм.

## Оригінальна публікація
- Q. Liu, D. R. Zheng, Q. Zhang, B. Wang, Y. Fang and H. C. Zhang. 2014. Two new kalligrammatids (Insecta, Neuroptera) from the Middle Jurassic of Daohugou, Inner Mongolia, China. Alcheringa 39:65-69